# Karl Christoph Förster
Karl Christoph Förster, född den 11 april 1751 i Altenburg, död den 8 november 1811 i Langenleuba-Niederhain, var en tysk luthersk präst och psalmförfattare. Han var far till Friedrich Christoph och Ernst Förster.
Förster författade Christliche Gesänge für den Privatgebrauch, som utkom 1782 i Altenburg. En del sånger från den samlingen inflöt i andra psalmböcker. Under pseudonymen Hermann skrev han texten till Johann Lukas Schubaurs sångspel Die treuen Köhler. Han utgav även romaner, exempelvis Die Husarenbeute och Die Familie Hartenkampf.